# Parco nazionale della Caldera de Taburiente
Il parco nazionale della Caldera de Taburiente è un parco nazionale della Spagna che si estende sull'isola di La Palma, nelle Canarie. Istituito nel 1954, comprende la Caldera de Taburiente che domina il centro dell'isola.
Il cratere ha un diametro di circa 10 km ed in alcuni punti le cime delle pareti si trovano a 2000 m sopra la quota della base del cratere. Il punto più elevato è "Roque de los Muchachos", a 2423 m di altitudine. Vi ha sede il Gran Telescopio Canarias, osservatorio astronomico.

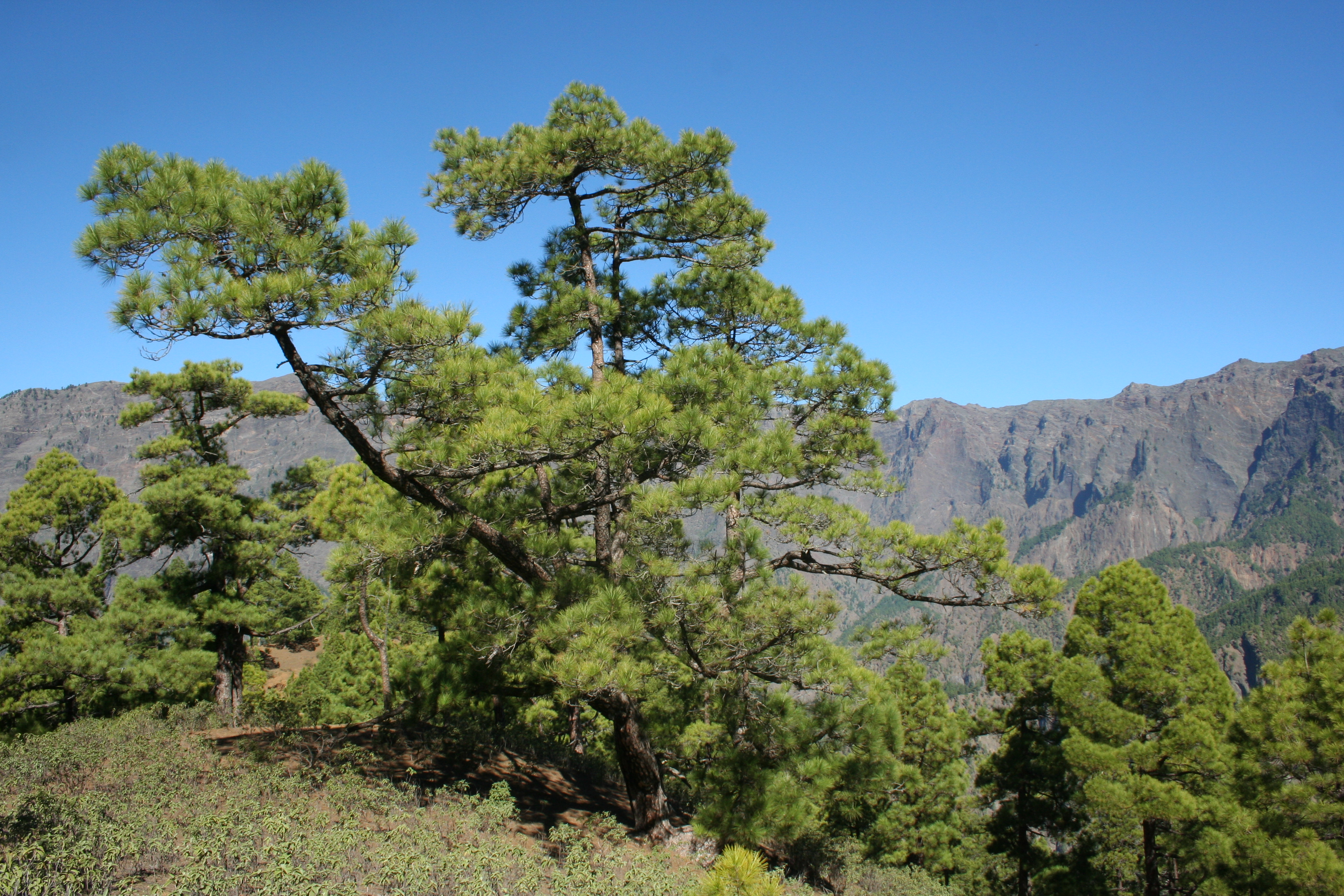
Pinus canariensis nelle Caldera de Taburiente

Durante la conquista spagnola delle Canarie, fu l'ultimo insediamento degli indigeni dell'arcipelago, i Guanci. Militarmente inespugnabile, il cratere difese i Guanci sino a che il loro capo non fu invitato ad uscirne con il pretesto di avviare una trattativa e poi catturato.

## Flora
La flora del parco comprende una vasta foresta di pini delle Canarie (Pinus canariensis) e un'importante presenza di ginepro delle Canarie (Juniperus turbinata subsp. canariensis), che è a rischio di estinzione. All'interno della caldera è presente la laurisilva.